# Jan Hoogstad
Jan Hoogstad (Rotterdam, 29 juni 1930 − aldaar, 3 oktober 2018) was een Nederlands architect, die bekendheid verwierf met een aantal opmerkelijke grote projecten. De stroming die hij vertegenwoordigt, staat bekend als het neorationalisme.

## Werk
In het werk van de geboren Rotterdammer staan ruimtelijkheid en ruimtelijke werking centraal. Zo is in het VROM-gebouw in Den Haag voor het eerst het serre-concept toegepast. De architectonische composities zijn veelal gebaseerd op geometrische schema's. Ook op het gebied van ruimtebepaling door middel van geluid (muziekarchitectuur) heeft Hoogstad experimenten ondernomen en een aantal projecten gerealiseerd. 
In 1957 richtte hij zijn eigen bureau op. In de jaren '80 was hij in HWST Architecten geassocieerd met de architecten Weeber, Schulze en Van Tilburg, die later ieder hun eigen weg gingen.
In 2003 werd het bureau overgenomen door Joost Ector en Max Pape en enkele jaren later omgedoopt in Ector Hoogstad Architecten. In 2007 heeft Jan Hoogstad formeel zijn directietaken neergelegd. 
Jan Hoogstad was onder meer Academician van de International Academy of Architecture en voorzitter van de afdeling Rotterdam van de IAA. Tevens was hij oprichter en bestuurslid van de Stichting Megacities / Megacities Foundation. Daarnaast was hij was mede-oprichter van AIR, Architectuur Instituut Rotterdam en lid van de welstandscommissie Rotterdam. 
Hoogstad gaf regelmatig colleges en lezingen aan diverse nationale en internationale instellingen. Deze stonden veelal in het teken van de relatie tussen ruimtebeleving en tijd en het uitgangspunt dat architectuur het ruimtelijk vormgeven is aan de maatschappij. Hoogstad heeft daarnaast tientallen publicaties op zijn naam staan, en was onderscheiden met onder meer de Laurenspenning van de stad Rotterdam (1985). Hij was tevens Officier in de Orde van Oranje-Nassau.
Hoogstad was een zeer productieve architect, hij heeft tientallen gebouwen ontworpen. Gerealiseerde projecten van Jan Hoogstad (selectie):
- Gemeentehuizen van Albrandswaard, Spijkenisse en Driebruggen
- Kantoor van Moret en Limperg, Rotterdam
- Stadhuis van Lelystad
- Hoofdkantoor van Unilever, Rotterdam
- Woontoren Weena, Rotterdam
- Muziekschool en bibliotheek, Zeist
- Casino, Breda
- Theater De Veste, Delft
- Ministerie van VROM, Den Haag
- Uitbreiding Concert & Congresgebouw De Doelen, Rotterdam
- Hogeschool voor Muziek en Dans, Rotterdam
- AVRO KRO NCRV, Hilversum
- Schouwburg, Hengelo
- Masterplan Universiteit Twente, Enschede
- Kantoor voor TNO-NiTG
- Onderzoeks- en onderwijscentrum Carré en Nanolab Universiteit Twente, Enschede
- Nationaal Muziekkwartier in Enschede
- Kantoorgebouw VOPAK, Westerlaantoren en parkeergarage onder Het Park, Rotterdam

## Fotogalerij

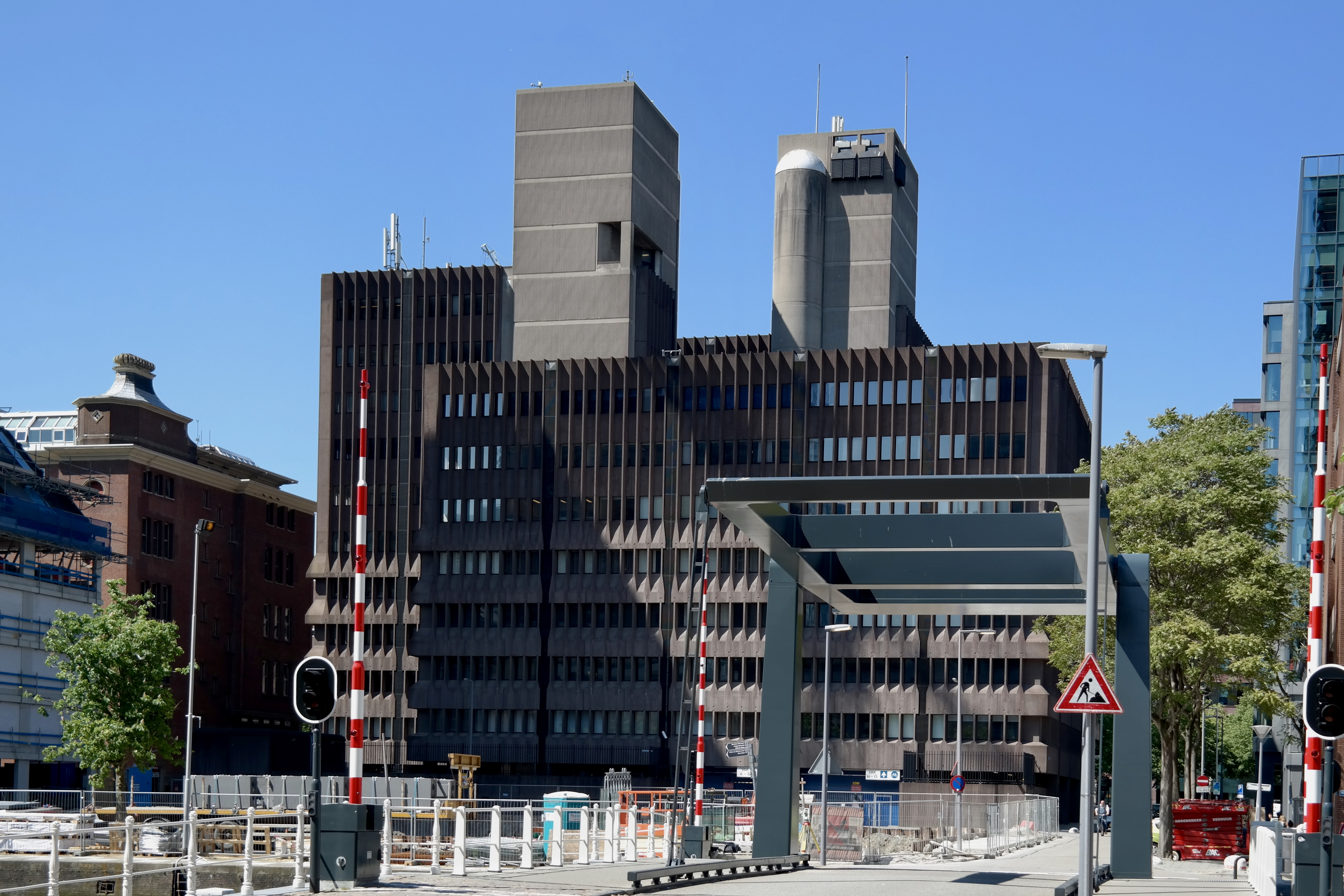
Kantoorgebouw Blakeburg in Rotterdam (HWST Architecten)
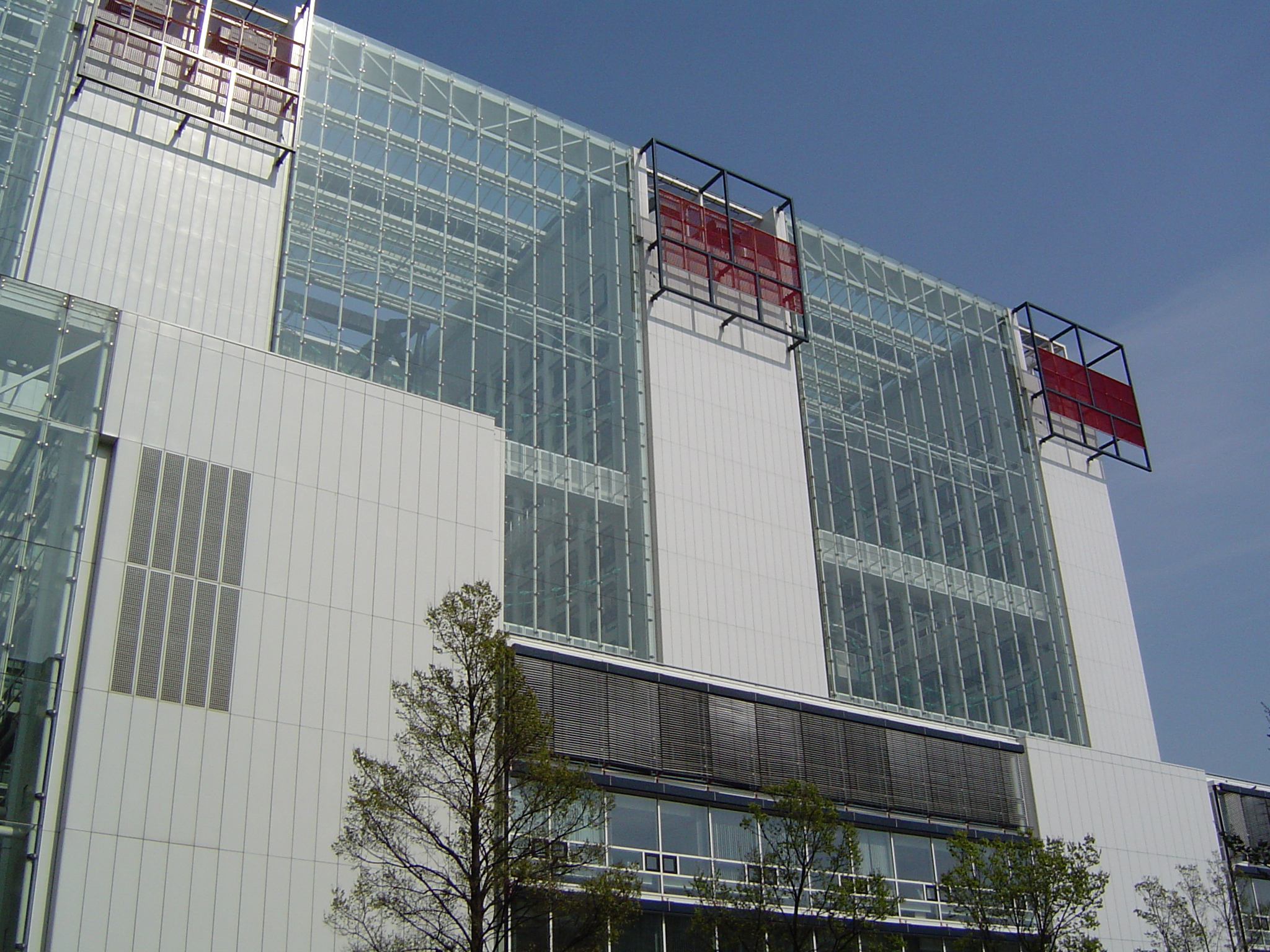
VROM-gebouw voor renovatie door OMA
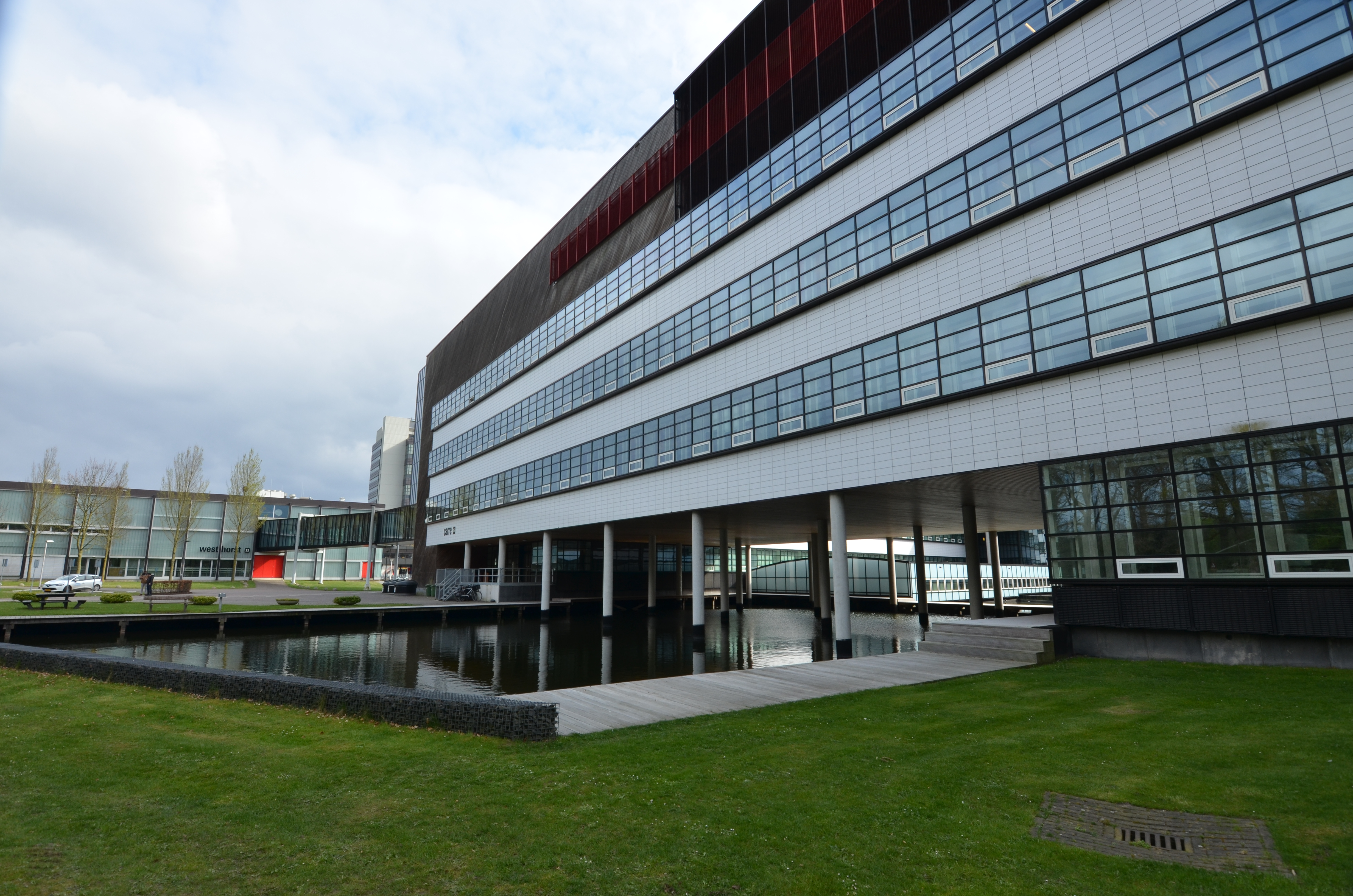
Carré-gebouw Universiteit Twente
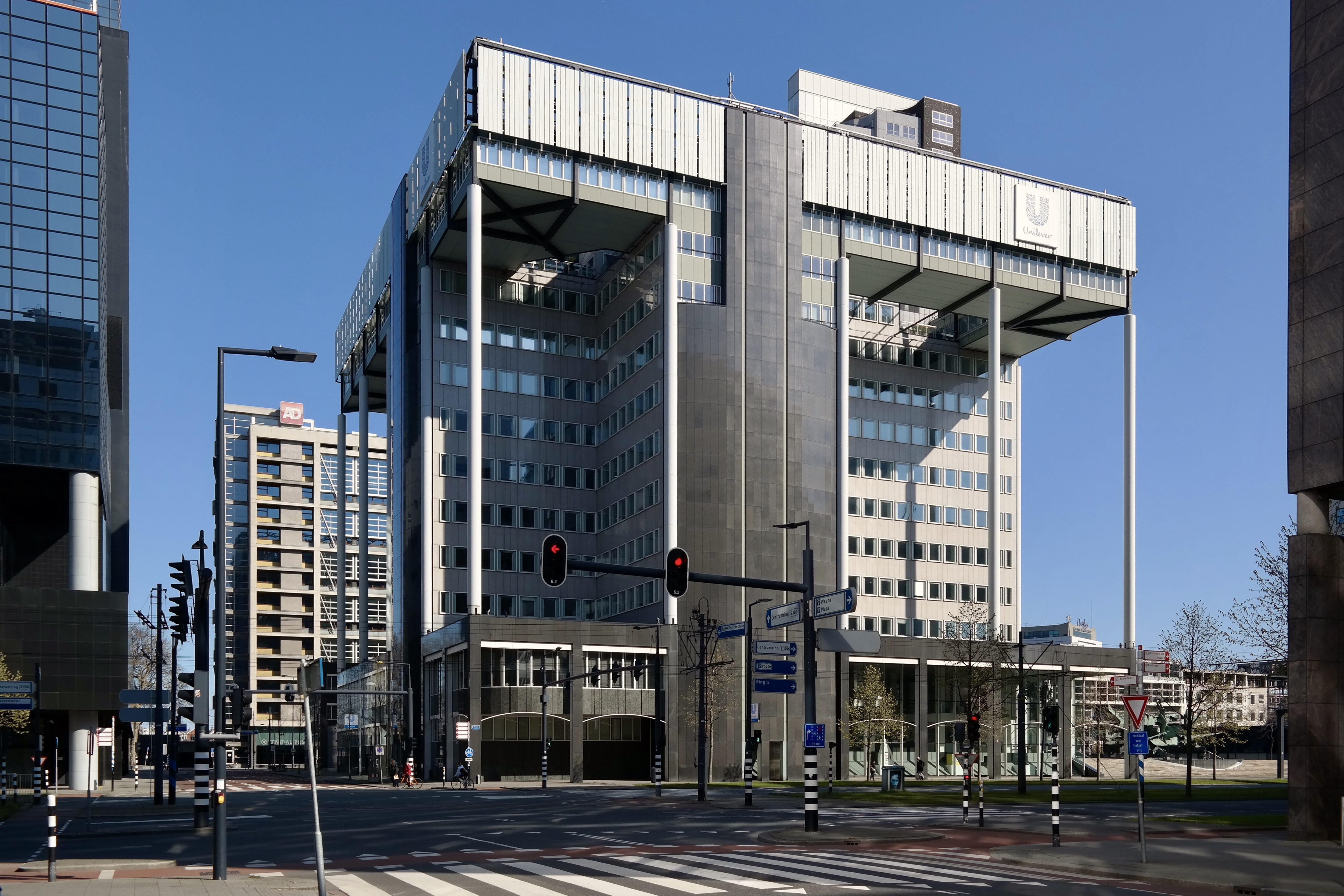
Kantoorgebouw Unilever Rotterdam
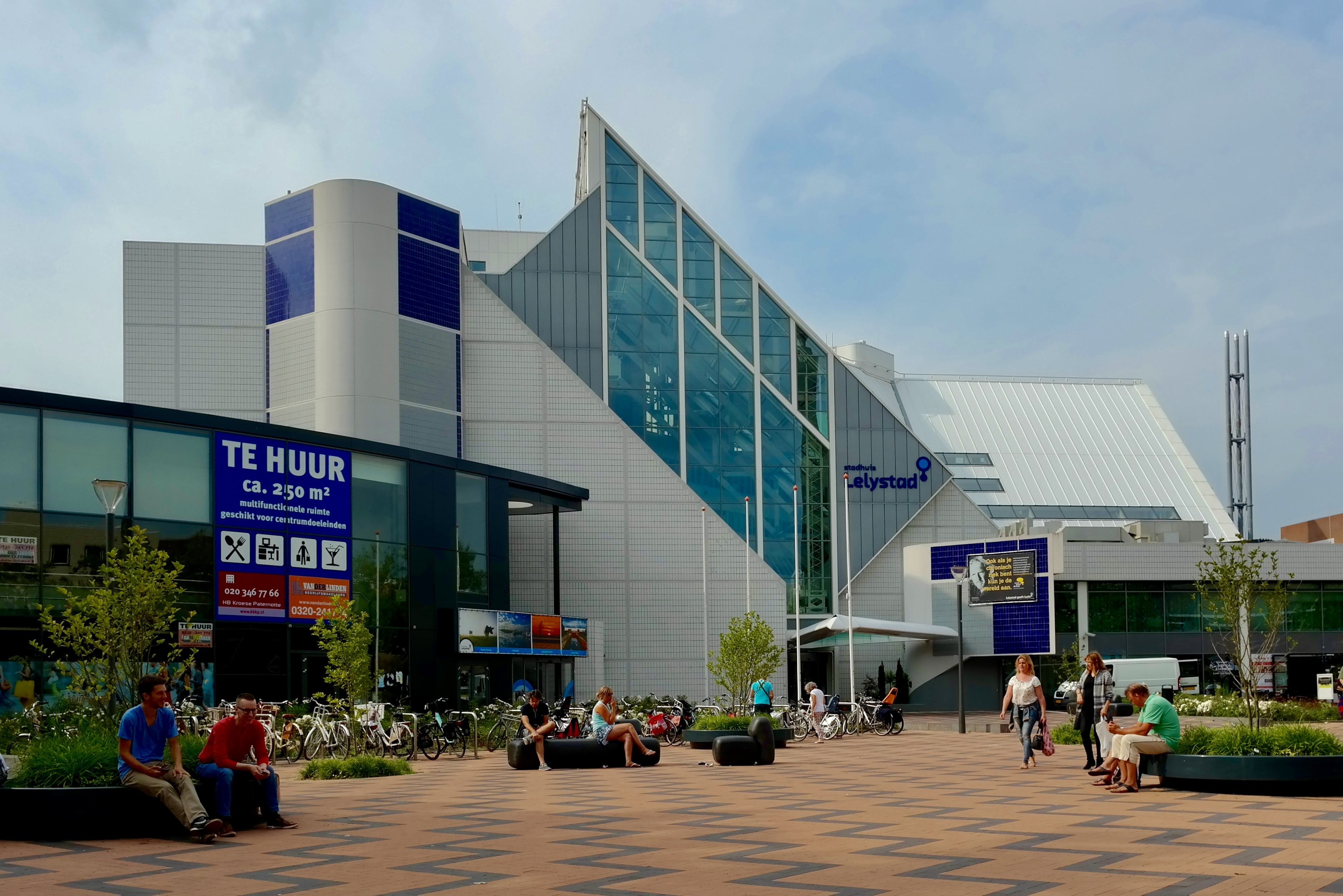
Stadhuis Lelystad
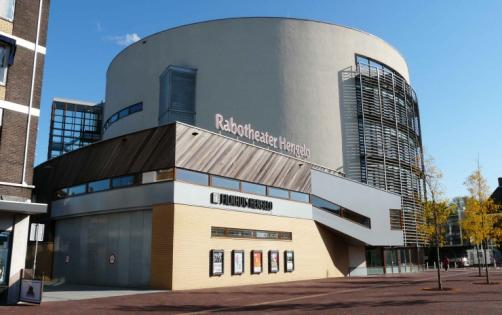
Schouwburg Hengelo
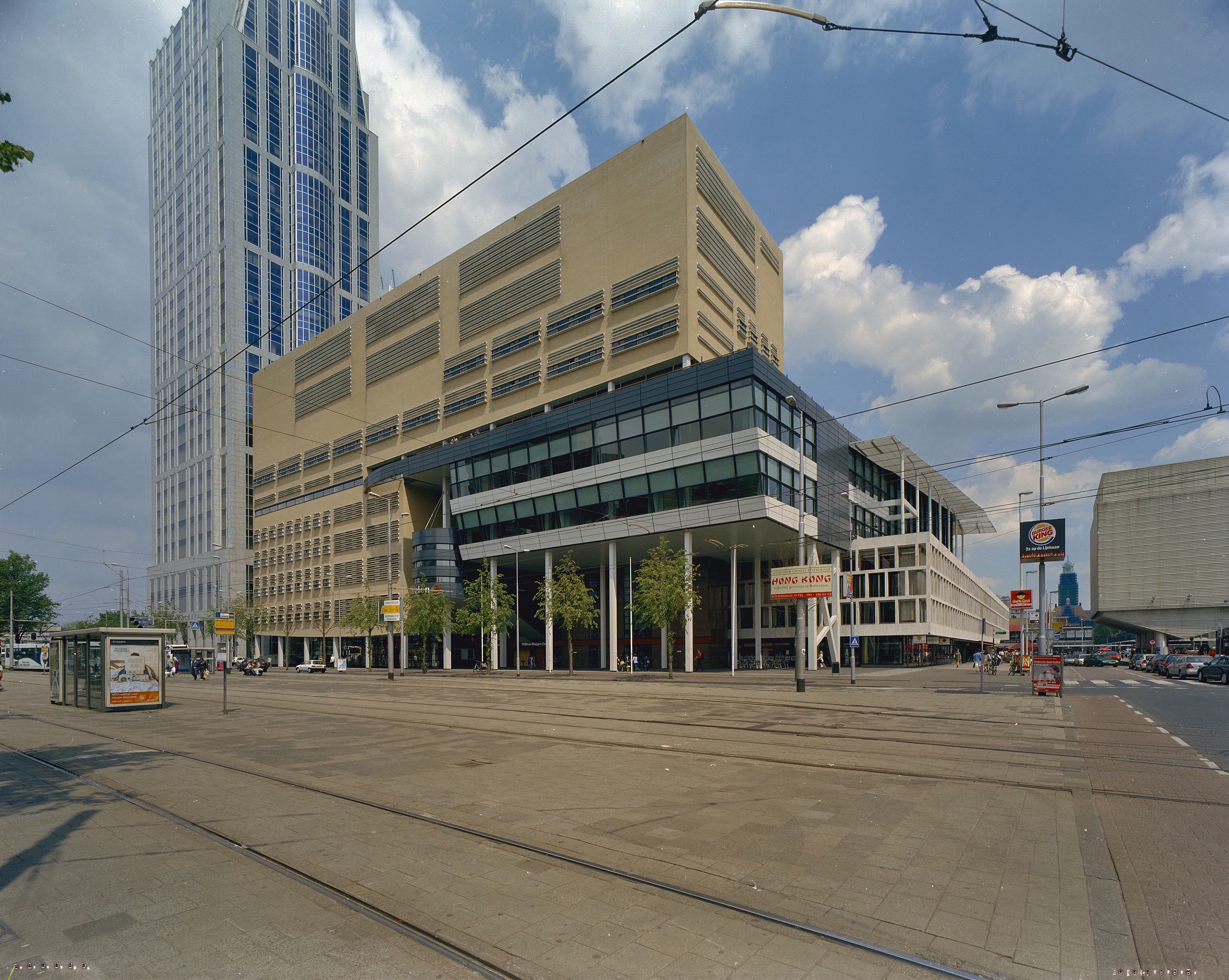
Codarts Rotterdam
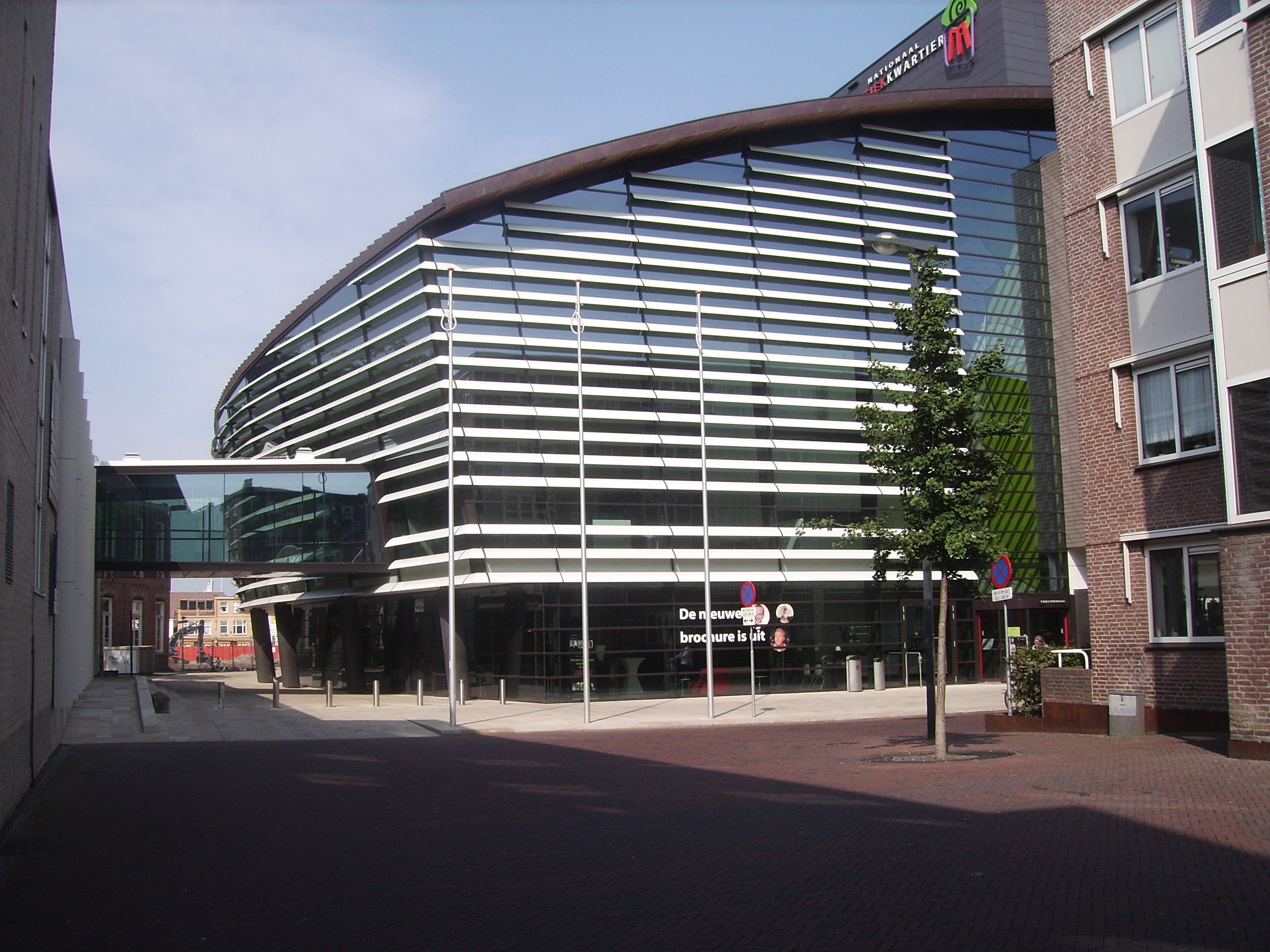
Nationaal Muziekkwartier Enschede
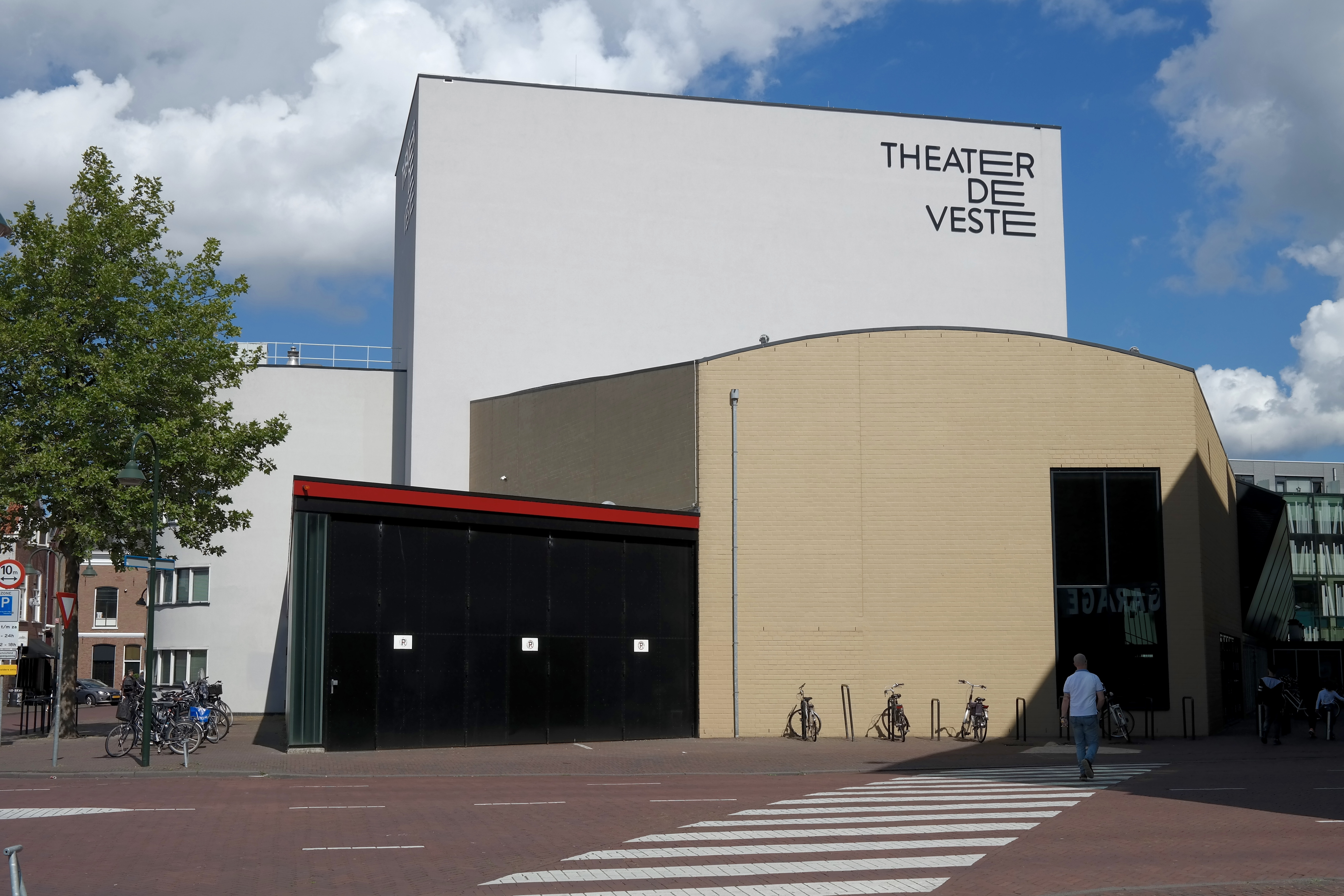
Theater De Veste, Delft
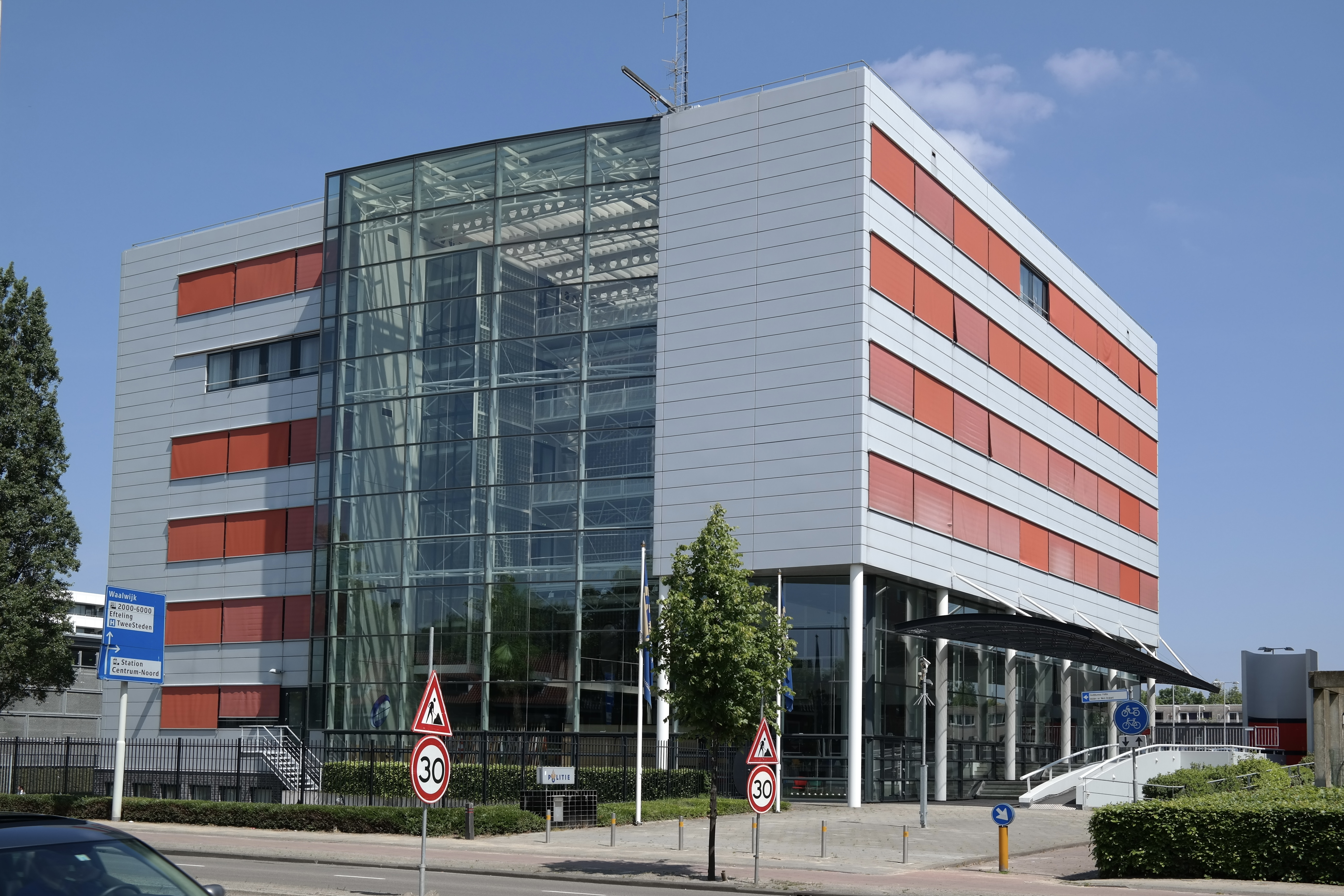
Districtkantoor Politie, Tilburg

## Onderscheidingen
- Officier in de Orde van Oranje-Nassau
- Laurenspenning